# رسلان صفروف
رسلان صفروف هو لاعب كرة قدم روسي في مركز حراسة المرمى، ولد في 6 سبتمبر 1979 في سومقاييت في أذربيجان. لعب مع أفانجارد كورسك.